# Liste der Bahnhöfe und Haltepunkte in Bayreuth

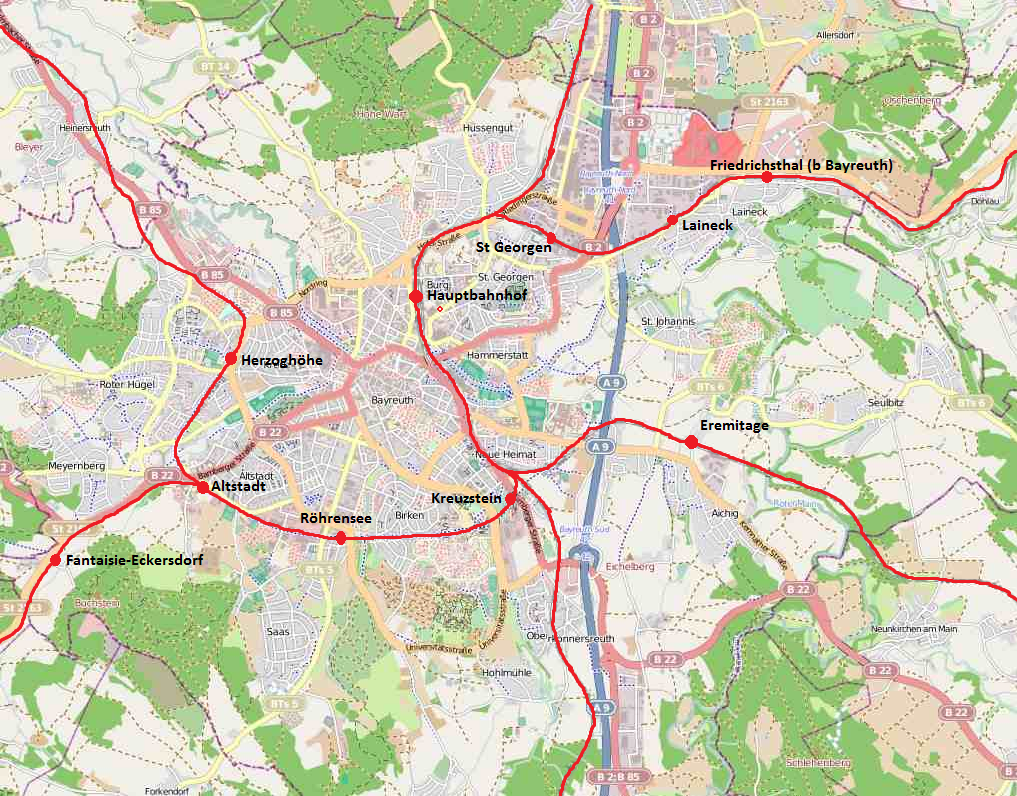
Eisenbahnnetz Bayreuth

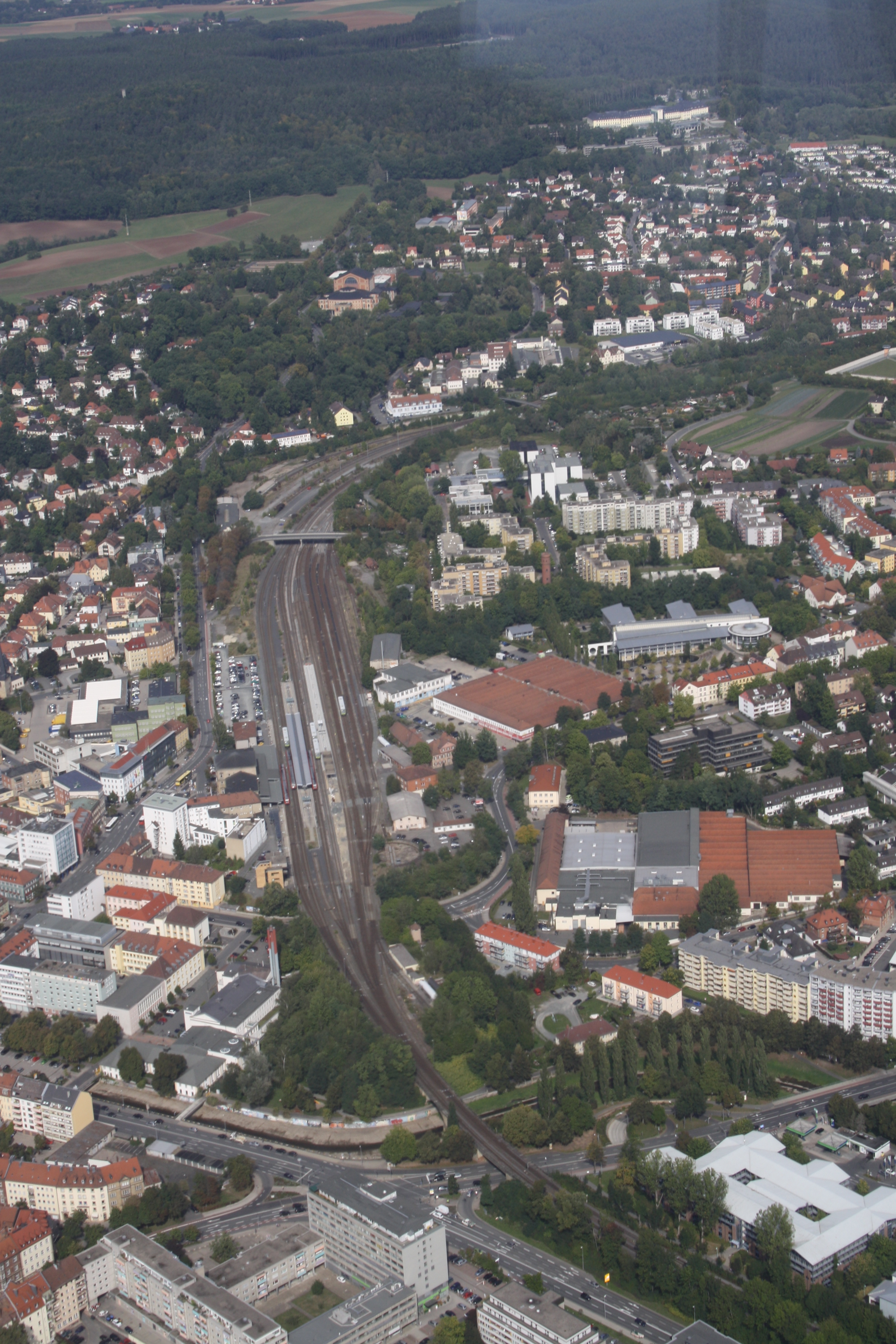
Hauptbahnhof Bayreuth

Die Liste der Bahnhöfe und Haltepunkte in Bayreuth enthält die ehemals zehn Bahnhöfe und Haltepunkte in Bayreuth, von denen vier bis heute in Betrieb sind.
Die Bayreuther Bahnhöfe blieben trotz der vielen Bayreuth berührenden Bahnstrecken für die meisten Züge Endbahnhof. Nicht zuletzt wegen der durchwegs eingleisigen Strecken führte der Reisezugverkehr weitgehend an Bayreuth vorbei. Während der Festspielzeit war die Stadt allerdings das Ziel vieler Sonderzüge und Kurswagen.
Im Hauptbahnhof Bayreuth sind drei Hauptbahnen miteinander verknüpft: von Neuenmarkt-Wirsberg kommend die Pachtbahn von 1853, aus Weiden die Ostbahn aus dem Jahr 1863 und aus Richtung Nürnberg von Schnabelwaid her die Fichtelgebirgsbahn, die am 15. Juli 1877 eröffnet wurde.
Mit den Strecken nach Warmensteinach und Hollfeld kamen am 15. August 1896 und 12. März 1904 zwei Nebenbahnen als Stichbahnen hinzu, wobei letztere bis zur Abzweigstelle Kreuzstein das Gleis der Bahn nach Schnabelwaid mitbenutzte. Die von Bayreuth-Altstadt nach Thurnau führende Bahn, deren Züge ebenfalls im Hauptbahnhof begannen und endeten, machte das Bayreuther Netz am 26. September 1909 komplett. Durchgehende Reisezüge nach Kulmbach gab es auf dieser Strecke nicht, der Verkehr wurde in Thurnau gebrochen. Von Bayreuth nach Kulmbach benutzte man die schnellere Hauptstrecke über Neuenmarkt.
Über die Einrichtung eines Haltepunkts Dürschnitz an den an dieser Stelle parallel verlaufenden Strecken von Kirchenlaibach und Schnabelwaid wird gelegentlich diskutiert.

## Legende
- Station: In dieser Spalte wird der offizielle Name der Station ohne den Beinamen Bayreuth genannt.
- : Beim Anklicken dieses Symbols  wird eine Lagekarte der Station gezeigt.
- Art: Diese Spalte beschreibt die Art der Station. Folgende Abkürzungen sind möglich:
  - Bf: Bahnhof
  - Hp: Haltepunkt
- Eröffnung: In dieser Spalte ist das Eröffnungsdatum der Station verzeichnet.
- Stillgelegt: Hier wird das Datum der Stilllegung genannt.
- Gl.: Diese Spalte enthält die Anzahl der Bahnsteiggleise.
- Bahnstrecken: In dieser Spalte werden die Bahnstrecken, an denen der Bahnhof liegt, genannt. Hierzu werden folgende Abkürzungen verwendet:
  - BAK: Bahnstrecke Bayreuth Altstadt–Kulmbach
  - BH: Bahnstrecke Bayreuth–Hollfeld
  - BNW: Bahnstrecke Bayreuth–Neuenmarkt-Wirsberg
  - BW: Bahnstrecke Bayreuth–Warmensteinach
  - WB: Bahnstrecke Weiden–Bayreuth
  - SB: Bahnstrecke Schnabelwaid–Bayreuth
- Anmerkungen: Hier werden Anmerkungen zur Geschichte des Bahnhofs genannt.
- Bild: In dieser Spalte befindet sich ein Bild der Station.

## Stationen
Die Spalten „Art“ und „Zahl der Gleise“ beziehen sich auf den aktuellen Stand bzw. den Stand zum Zeitpunkt der Schließung/Stilllegung.
| Station                     |                                 | Art        | Eröffnung     | Stilllegung   | Gl. | Strecke                                                                     | Anmerkungen | Bild |
| --------------------------- | ------------------------------- | ---------- | ------------- | ------------- | --- | --------------------------------------------------------------------------- | --- | ---- |
| Altstadt                    | 49.935294 11.550064             | Bf         | 12. März 1904 | 14. Okt. 1994 | 2   | BH (km 5,3) BAK (km 5,3)                                                    | - am 29. März 1907 Umbenennung von Altenstadt bei Bayreuth in Altstadt Bayreuth - Gleisanlagen und Teil des Empfangsgebäudes zurückgebaut - Lage am Rand des eingemeindeten Vororts mit dem früheren Namen Altenstadt                                                                                    |      |
| Eremitage                   | 49.938957984894 11.617162227631 | Hp         | 1. Dez. 1910  | 1973          | 1   | WB (km 54,3)                                                                | - 1939 Bau eines zweiten Gleises und eines Stellwerks - 1971 Abriss des zweiten Gleises - 1973 Stilllegung der Station - Stationsgebäude heute nicht mehr vorhanden |      |
| Fantaisie-Eckersdorf        | 49.92799141429 11.528542041779  | Hp         | Mai 1907      | 28. Sep. 1975 | 1   | BH (km 6,9)                                                                 | - die Bahnsteigkante ist am die Trasse nutzenden Radweg noch vorhanden |      |
| Friedrichsthal (b Bayreuth) | 49.9625 11.6277                 | Hp         | 15. Aug. 1896 | –             | 1   | BW (km 4,5)                                                                 | - das hölzerne Agenturgebäude wird nicht mehr genutzt |      |
| Hauptbahnhof                | 49.9499 11.58                   | Bf         | 18. Nov. 1853 | –             | 5   | BNW (km 0,0) BW (km 0,0) WB (km 58,1) SB (km 18,2) BH (km 0,0) BAK (km 0,0) | - zur Eröffnung Bahnanlagen noch nicht fertiggestellt - 1853–1857 Bauhütte als Bahnhofsgebäude - Fertigstellung der Bahnanlagen 1857 - Umbau und Erweiterung der Bahnanlagen 1879 - Entstehen des Güterbahnhofes mit mehreren Lade- und Abstellgleisen                                                   |      |
| Herzoghöhe                  | 49.946649669084 11.554291248322 | Bf         | 26. Sep. 1909 | 3. Juni 1973  | 1   | BAK (km 7,1)                                                                | - zusätzliches Ladegleis für den Güterverkehr - aufgrund der Zerstörung des Hauptbahnhofs im April 1945 war die Station von August 1945 bis Mai 1947 Endbahnhof für die Züge aus Thurnau und wurde durch den Einbau einer zusätzlichen Weiche zum Bahnhof aufgewertet - alle Anlagen sind heute abgebaut |      |
| Kreuzstein                  | 49.933405952489 11.592164039612 | Hp         | 12. März 1904 | 1998          | 1   | BH (km 2,0) BAK (km 2,0)                                                    | - Abbau des zweiten Gleises nach 1965 - Gleisanlagen heute abgebaut |      |
| Laineck                     | 49.9591 11.6153                 | Hp         | 15. Aug. 1896 | –             | 1   | BW (km 3,6)                                                                 | |      |
| Röhrensee                   | 49.930629696391 11.569504737854 | Hp         | 12. März 1904 | 28. Sep. 1975 | 1   | BH (km 3,7)                                                                 | - im Ersten Weltkrieg Verwundetentransport zum nahegelegenen Militärlazarett - Bahnhofsanlagen heute abgebaut |      |
| St. Georgen                 | 49.9574 11.5962                 | Hp (ex Bf) | 15. Aug. 1896 | –             | 1   | BW (km 1,9)                                                                 | - ehemals umfangreiche Gleisanlagen bis 2001 abgebaut - der Güterschuppen wurde abgebaut, das Stationsgebäude steht noch |      |

Altstadt

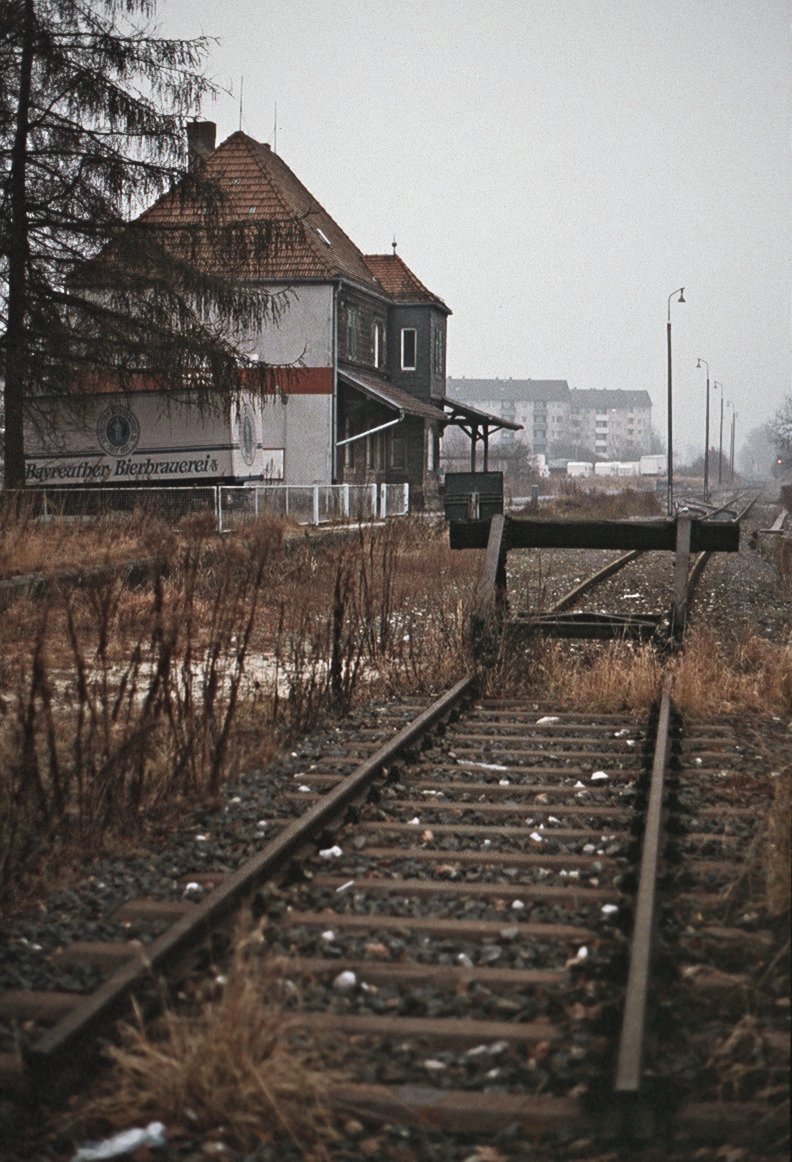
Bahnhof Altstadt 1987 vom Hollfelder Gleis aus gesehen

Der Bahnhof wurde 1904 mit der Eröffnung der Bahnstrecke nach Hollfeld in Betrieb genommen. Am 29. März 1907 wurde der Bahnhof Altenstadt bei Bayreuth in Altstadt Bayreuth umbenannt. Der Reiseverkehr wurde schon am 28. September 1975 aufgegeben, der Güterverkehr endete 1994. Die Gleisanlagen sind zum Teil abgebaut. Ein Teil des Bahnhofsgebäudes ist noch vorhanden. Bayreuth Altstadt liegt nicht am historischen Zentrum, sondern am Rand des eingemeindeten Vororts mit dem früheren Namen Altenstadt, ab dem 19. Jahrhundert wurde er Altstadt genannt.
Eremitage
Die Station wurde am 1. Dezember 1910 als Haltepunkt an der 1863 eröffneten Ostbahn eingerichtet. Zu einem Bahnhof wurde sie durch den Bau eines zweiten Gleises 1939, dabei wurde auch ein Stellwerk errichtet. Beides wurde 1971 wieder zurückgebaut und die Station 1973 endgültig stillgelegt. Das Stationsgebäude wurde abgerissen, die Züge passieren die Stelle seitdem ohne Halt.

Am 24. Juli 1938 erreichte ein Sonderzug mit mehreren hundert Sudetendeutschen, die dem in Bayreuth weilenden Adolf Hitler huldigen wollten, die Station. Da befürchtet wurde, unter die Fahrgäste könnten sich auch tschechische Attentäter gemischt haben, mussten die Ankömmlinge bereits im Haltepunkt Eremitage den Zug verlassen.
Friedrichsthal (b Bayreuth)
Der Haltepunkt existiert seit der Eröffnung der Bahnstrecke nach Warmensteinach im Jahr 1904. Die Gleisanlagen wurden nie weiter ausgebaut, sodass der Haltepunkt kein Bahnhof wurde.
Fantaisie-Eckersdorf
Der Haltepunkt wurde nachträglich an der Bahnstrecke nach Hollfeld zur Erschließung der Dörfer Eckersdorf und Donndorf (mit Schloss und Park Fantaisie) eingerichtet. Er befand sich weitab dieser Orte zwischen dem Gleisanschluss der Ziegeleien und dem Gut Geigenreuth. Mit der Stilllegung der Bahnstrecke wurde auch der Haltepunkt geschlossen. Die Gleisanlagen sind  abgebaut, lediglich die Bahnsteigkante ist noch erhalten.
Hauptbahnhof

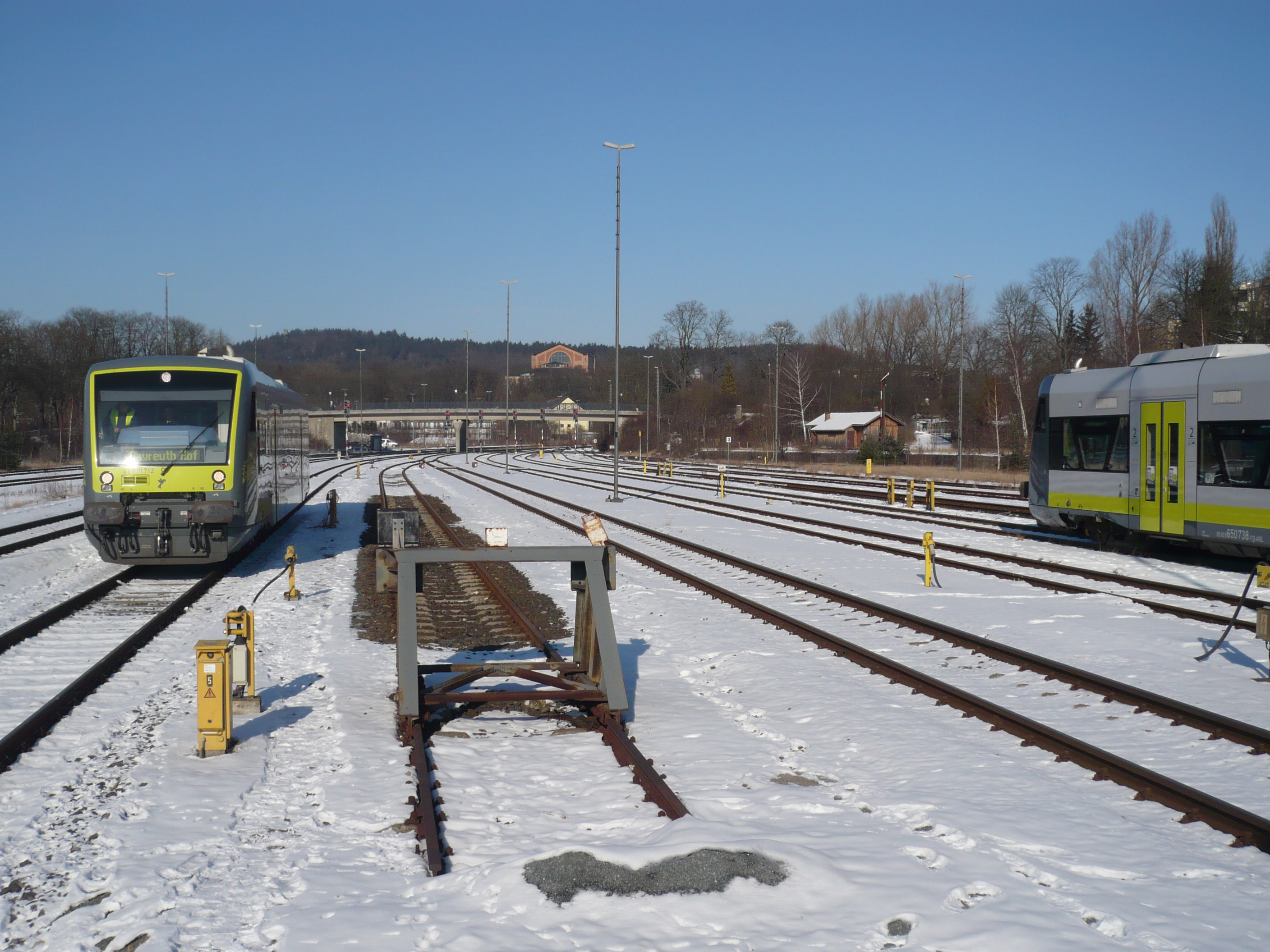
Blick über den Hauptbahnhof zum Festspielhaus

Am 18. November 1853 wurde der Hauptbahnhof als Endbahnhof der Bahnstrecke nach Neuenmarkt-Wirsberg eröffnet. Diese wurde als Pachtbahn gebaut, da die Stadt Bayreuth den Bau der Bahnstrecke finanzierte. In Bayreuth waren die Bahnanlagen noch nicht fertiggestellt worden, deshalb musste eine provisorische Bauhütte als Bahnhof dienen. Das richtige Bahnhofsgebäude konnte 1857 in den Betrieb aufnehmen. Mit der Eröffnung der Bahnstrecke nach Weiden in der Oberpfalz wurde der Bahnhof am 1. Dezember 1863 Durchgangsbahnhof. Am 15. Juli 1877 kam die Bahnstrecke nach Schnabelwaid hinzu. Um Kapazitätsengpässe zu vermeiden, wurde der gesamte Bahnhofsbereich 1879 umgebaut. Damals entstand auch das heute noch vorhandene Empfangsgebäude. Das alte Gebäude wurde als Postamt weitergenutzt. Im Bahnhof wurden zusätzlich Anlagen für den Güterverkehr errichtet, aus denen der Güterbahnhof entstand. Dieser lag nordöstlich des Bahnhofs und besaß mehrere Lade- und Abstellgleise. Seit 1996 wurden die Güterhalle und die angrenzenden Ladegleise abgetragen.
Herzoghöhe
Der Bahnhof Herzoghöhe wurde mit der Eröffnung der Strecke nach Kulmbach 1909 in Betrieb genommen. Es waren ein Durchgangsgleis und ein Ladegleis vorhanden. Der Verkehr wurde auf der Bahnstrecke und am Bahnhof schon am 3. Juni 1973 eingestellt. Die Bahnhofsanlagen sind abgebaut.
Kreuzstein

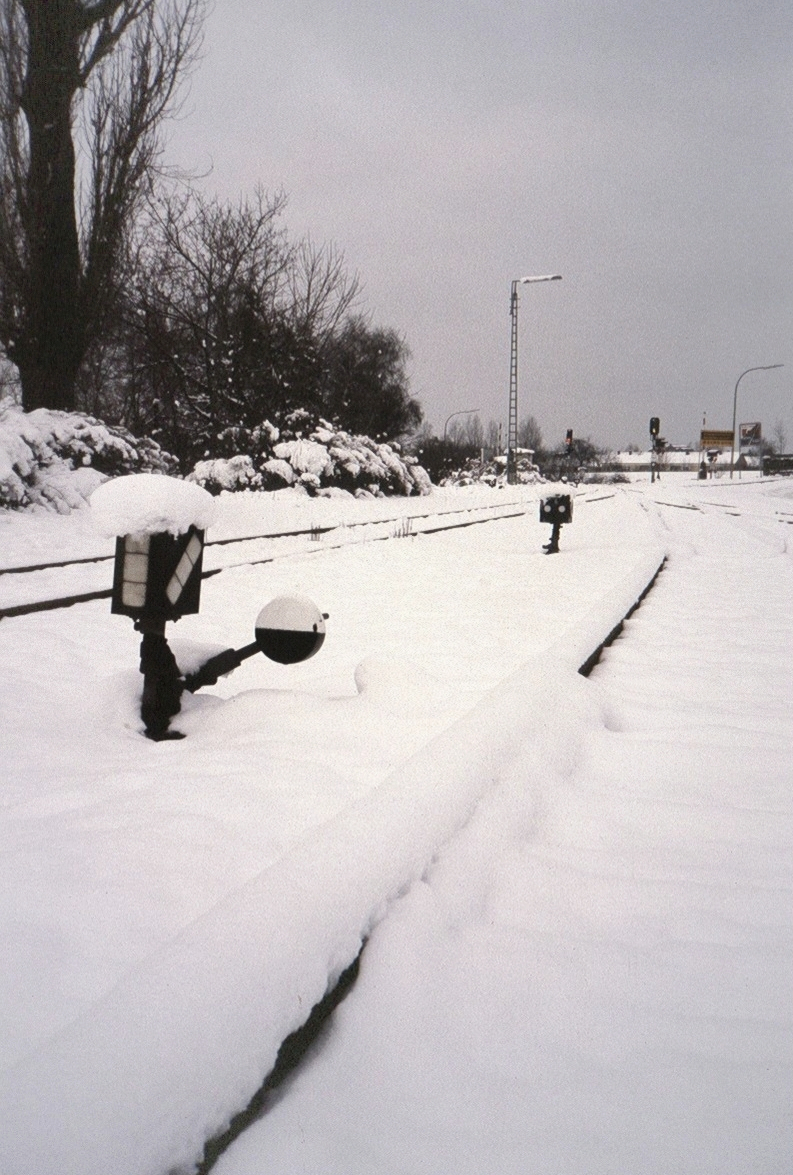
Bahnhof Kreuzstein 1986

Die 1904 eröffnete Station Kreuzstein war ein Bahnhof mit zwei Gleisen. Das zweite Gleis diente jedoch weniger Zugkreuzungen als vielmehr dem reibungslosen Verkehr zu den nahen Güteranschlüssen. Nach 1965 wurde die westliche Weiche wieder abgebaut, der Bahnhof zu einer Haltestelle herabgestuft. Sämtliche Weichen waren handgestellt, das einzige Gebäude war eine gemauerte Wartehalle. Die Bahnhofsanlagen sind vollständig abgebaut.
Laineck
Der Haltepunkt entstand 1896 mit der Eröffnung der Bahnstrecke nach Warmensteinach. Die Station erlangte aber keine große Bedeutung und blieb immer ein Haltepunkt.
Röhrensee
Am Röhrensee entstand am 12. März 1904 mit der Eröffnung der Bahnstrecke nach Hollfeld, nicht zuletzt wegen des Erholungsgebietes und der Militäranlagen, ein Haltepunkt. Im Ersten Weltkrieg wurde der Haltepunkt Röhrensee auch für den Verwundetentransport zum nahegelegenen Militärlazarett an der heutigen Hegelstraße genutzt. Die Bahnhofsanlagen wurden nach der Stilllegung der Strecke und des Haltepunktes am 28. September 1975 abgebaut.
St. Georgen
1904 wurde der Haltepunkt Sankt Georgen als Bahnhof an der Bahnstrecke nach Warmensteinach eröffnet. Das zweite Gleis wurde nach 2001 abgebaut, so dass der Bahnhof zu einem Haltepunkt wurde. Das Empfangsgebäude wurde abgerissen.

## Verkehr
Die vier noch in Betrieb befindlichen Haltepunkte sind verkehrlich folgendermaßen miteinander verbunden:
| Linie | Strecke | Bedienung                  | Fahrzeugmaterial                 | Betreiber                              |
| ----- | --- | -------------------------- | -------------------------------- | -------------------------------------- |
| RB 24 | Weidenberg – Friedrichsthal(b Bayreuth) – Laineck – Bayreuth-St. Georgen – Bayreuth Hbf – Kirchenlaibach – Marktredwitz – Hof (– Bad Steben)    | drei Züge                  | Baureihe 650 (Regio-Shuttle RS1) | agilis Verkehrsgesellschaft (agilis V) |
| RB 34 | Weidenberg – Friedrichsthal(b Bayreuth) – Laineck – Bayreuth-St. Georgen – Bayreuth Hbf – Kirchenlaibach – Weiden                               | Stundentakt mit Taktlücken | Baureihe 650 (Regio-Shuttle RS1) | agilis Verkehrsgesellschaft (agilis V) |
| RB 34 | Coburg – Lichtenfels – Kulmbach – Neuenmarkt-Wirsberg – Bayreuth Hbf – Bayreuth-St. Georgen – Laineck – Friedrichsthal(b Bayreuth) – Weidenberg | ein Zug                    | Baureihe 650 (Regio-Shuttle RS1) | agilis Verkehrsgesellschaft (agilis V) |
| RB 34 | Hof – Marktredwitz – Kirchenlaibach – Bayreuth Hbf – Bayreuth-St. Georgen – Laineck – Friedrichsthal(b Bayreuth) – Weidenberg                   | ein Zug                    | Baureihe 650 (Regio-Shuttle RS1) | agilis Verkehrsgesellschaft (agilis V) |

Am Bayreuther Hauptbahnhof gibt es Umsteigemöglichkeiten in andere Regionalbahnlinien.

## Galerie

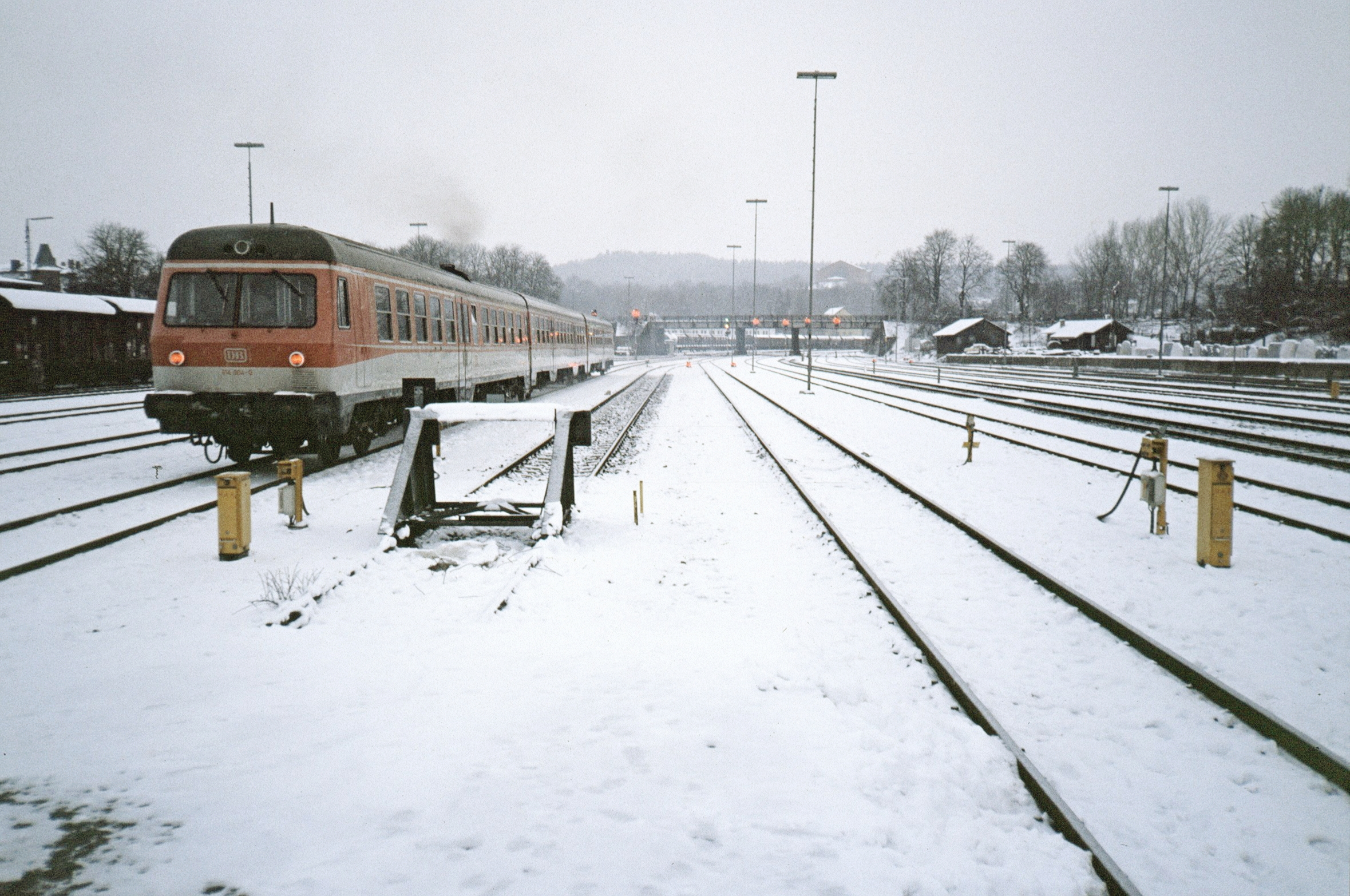
Hauptbahnhof 1986 nach Norden
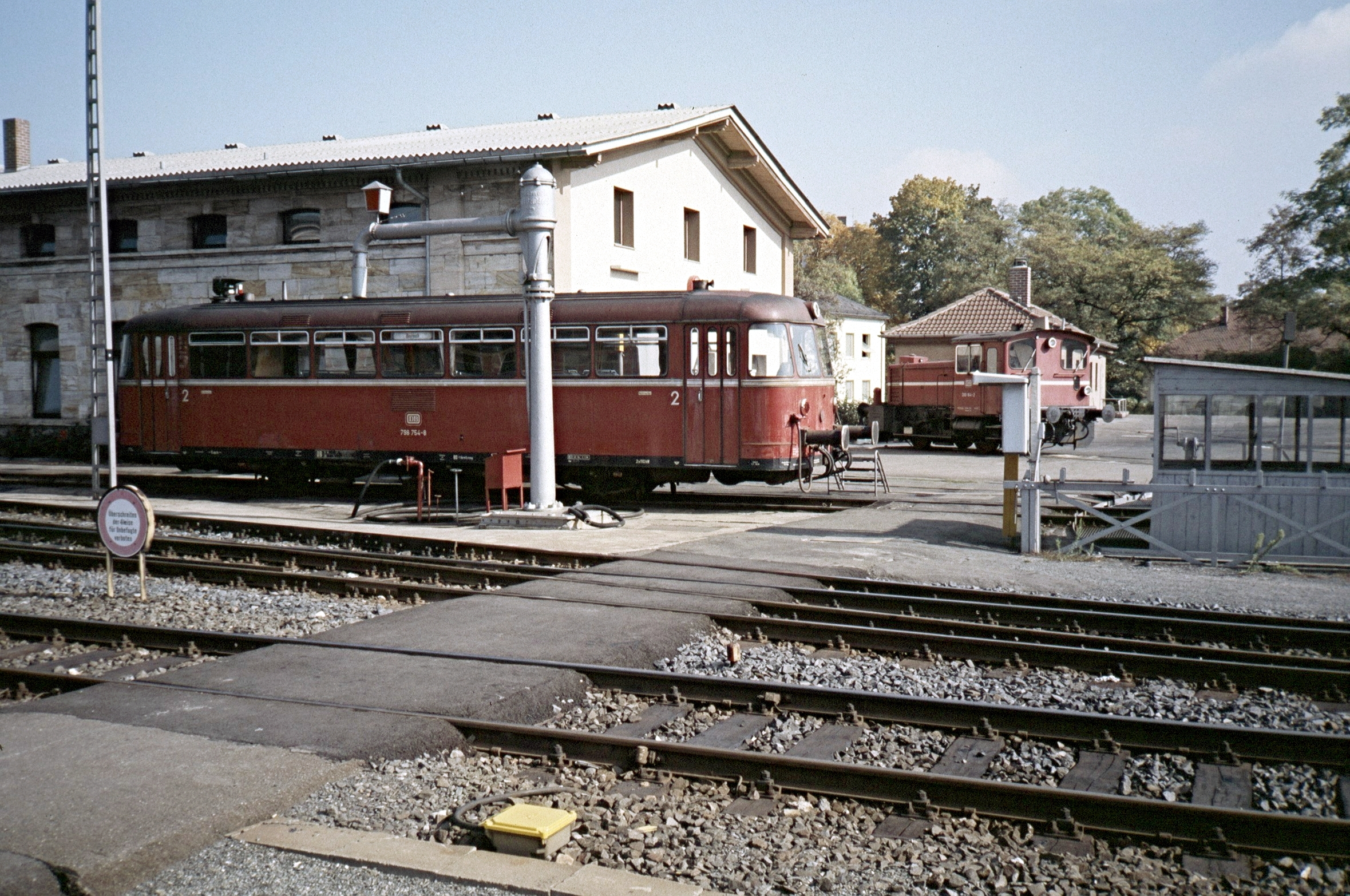
Schienenbus VT 98 und Köf III an der Segmentdrehscheibe im Hauptbahnhof, 1986
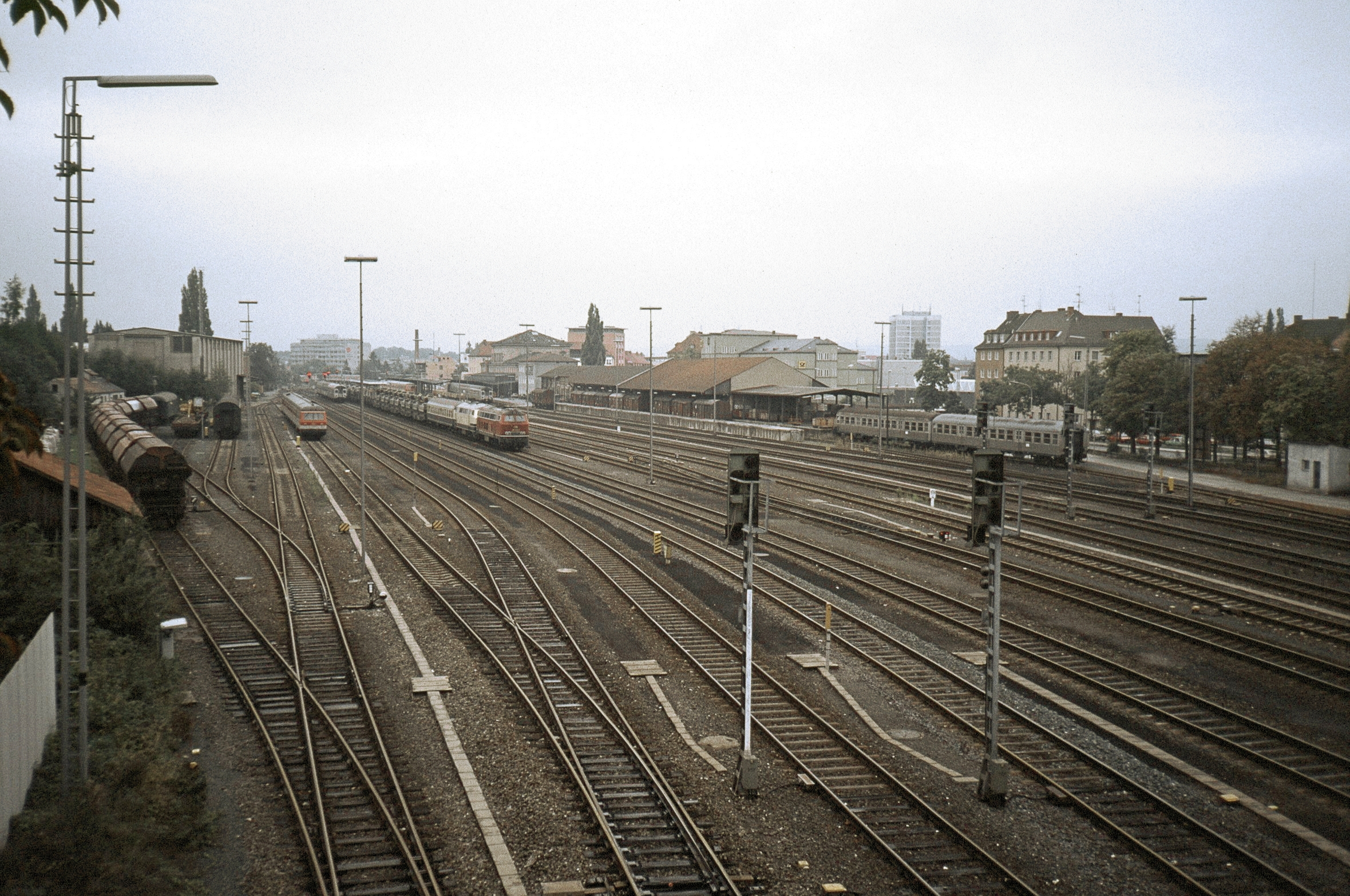
Hauptbahnhof 1987 von Norden
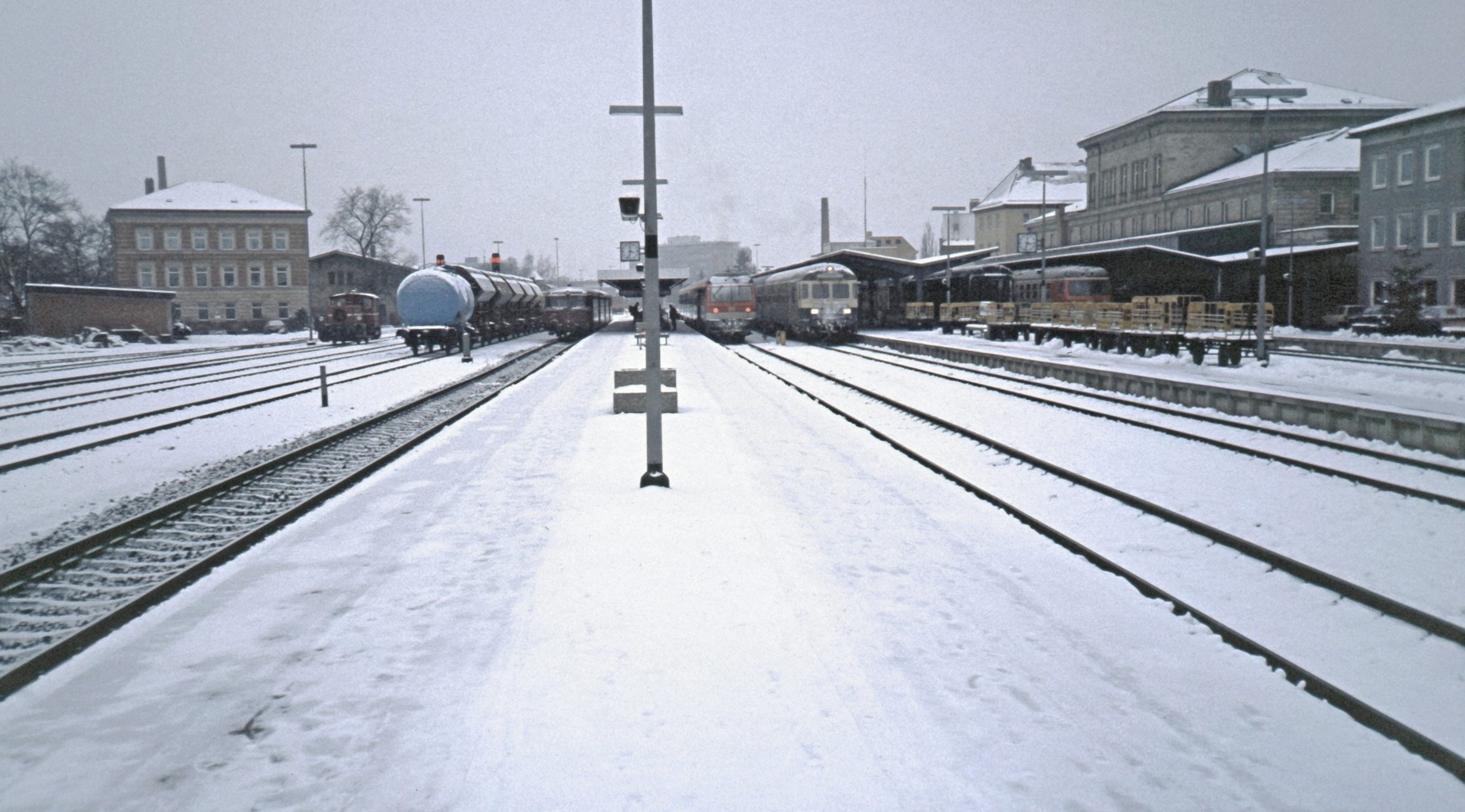
Hauptbahnhof 1986 von Norden